# Triodopsis fosteri
Triodopsis fosteri är en snäckart som först beskrevs av F. C. Baker 1921.  Triodopsis fosteri ingår i släktet Triodopsis och familjen Polygyridae. Inga underarter finns listade i Catalogue of Life.